# Passage Moncey
Le passage Moncey est une voie du 17e arrondissement de Paris, en France.

## Situation et accès
Le passage Moncey est situé dans le 17e arrondissement de Paris. Il débute au 35, avenue de Saint-Ouen et se termine au 28, rue Dautancourt.

## Origine du nom

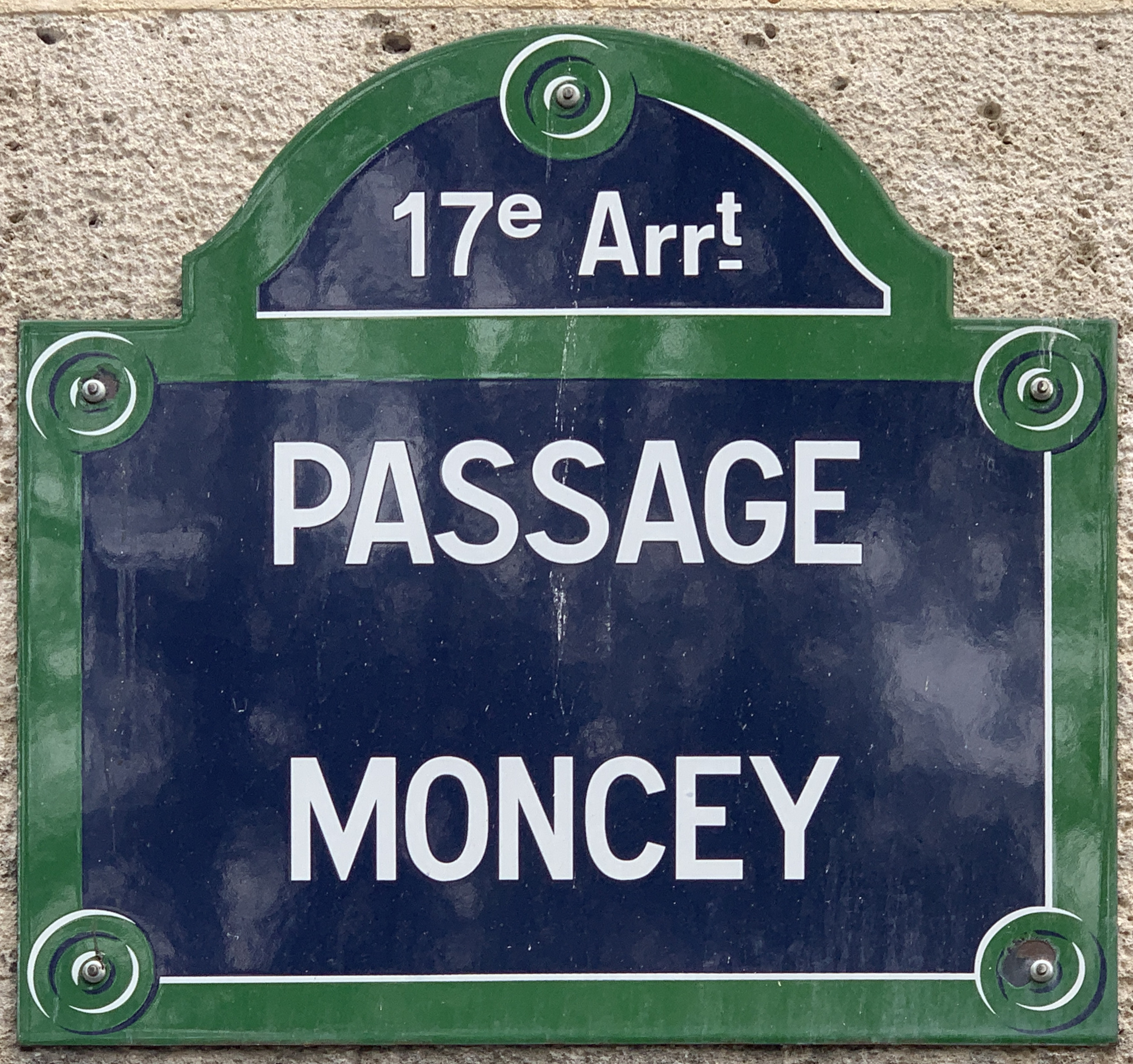
Plaque du passage.

Il porte le nom du maréchal Bon-Adrien Jeannot de Moncey (1754-1842), défenseur du quartier des Batignolles en 1814 lors de la bataille de Paris contre les troupes austro-russo-prusses.

## Historique
Cette voie est classée dans la voirie de Paris par un arrêté municipal du 4 janvier 1994.